# Веймарн, Пётр Фёдорович
Пётр Фёдорович Ве́ймарн (Вильгельм Петер Йост фон Веймарн, нем. Wilhelm Peter Jost von Weymarn; ок. 1795 — 1846) — генерал-лейтенант, член совета Николаевской военной академии

## Биография
Родился на мызе Rösarshof  (эст.) (Сааремаа), в семье Матиаса Фридриха Веймарна (1751—?). Источники указывают различные сведения о времени рождения: Baltisches biografisches Lexikon digital — 14.01.1793; Петербургский некрополь — 14 января 1794 года; Военная энциклопедия Сытина — 1795; Энциклопедический словарь Брокгауза и Ефрона — 1796.
В 1812 году произведён в подпоручики в Елецкий пехотный полк; участвовал в сражениях при Островне и под Бородино, где был ранен и награждён золотой шпагой с надписью «За храбрость». Оправившись от раны и приняв участие в заграничном походе 1813 года, Веймарн был в сражениях под Бауценом и Нойкирхеном; за отличия в них произведён в поручики и награждён орденом Святой Анны 3-й степени. В кампании 1814 года Веймарн участвовал в штурме Реймса и Монмартра, за что и получил орден Святого Владимира 4-й степени.
Назначение адъютантом к Дибичу в 1816 году стало началом быстрого возвышения Веймарна: он был произведён в капитаны и переведён сперва в лейб-гвардии Семёновский, а затем в лейб-гвардии Финляндский полки; несколько позже переименован в подполковники и назначен командиром 1-го морского полка; в 1823 году был произведён в полковники и в 1825 году назначен командиром 1-го учебного карабинерного полка.
По выступлении гвардейского корпуса в 1828 г. в поход против турок Веймарн исполнял в течение двух лет должность начальника штаба войск, оставшихся в Санкт-Петербурге, и был 1 января 1829 г. назначен флигель-адъютантом. По возвращении гвардии из похода он был назначен начальником штаба 2-го пехотного корпуса и затем помощником начальника штаба гвардейского корпуса.
Выступив в 1831 году с корпусом в поход против польских мятежников, Веймарн участвовал в сражениях при Остроленке, Старом Якаце, Жолтках; за отличия был 29 мая произведён в генерал-майоры с зачислением в Свиту и назначением начальником штаба гвардейского корпуса. 25 и 26 августа 1831 года он участвовал в штурме Варшавы и награждён орденом Святой Анны 1-й степени; 21 декабря 1832 года награждён орденом Святого Георгия 4-й степени (№ 4673 по списку Григоровича — Степанова).
В течение одиннадцати лет Пётр Фёдорович Веймарн исполнял названную должность, 30 августа 1834 года был назначен генерал-адъютантом, 6 декабря 1840 года произведён в генерал-лейтенанты и в 1842 году назначен дежурным генералом Главного штаба.
При учреждении Императорской военной академии Пётр Фёдорович Веймарн был включён в число непременных членов её совета. Заведовал Ротой дворцовых гренадер в период отсутствия министра двора князя Петра Михайловича Волконского c 31 мая 1845 года до смерти 10 (22) мая 1846 года. Похоронен на Волковском лютеранском кладбище.

## Семья
Известность получили и его братья: Иван был профессором тактики в Академии Генерального штаба, Александр был сенатором, Фёдор был генерал-майором и командовал Учебным карабинерным полком.
Жена, Кристина-Августа фон Людер,  была племянницей М. Б. Барклай-де-Толли от его сестры Кристины Гертруды (1770—1865).
В браке родилось девять детей:
- Михаэль фон Веймарн (1823–1841)
- Александр (1825—1905) - генерал от инфантерии, в 1859 году принял фамилию и титул своего двоюродного прадеда князя Эрнста-Магнуса Михайловича Барклай-де-Толли; в 1872 году по Высочайшему повелению его потомкам было разрешено именоваться князьями и княжнами Барклай-де-Толли-Веймарн,
- Элизабет Кристина Августа фон Веймарн (1826–1868), замужем за графом Фридрихом Иоганном Стенбок-Фермором (1818–1884)
- Ганс Николаус фон Веймарн (1827–1837)
- Константин Иоганн Вильгельм Лео фон Веймарн (1829–1881), капитан и государственный советник, женат в первом браке на Доротее Констанции фон Гельфрейх (1836–1875), во втором браке на Юлии Шарлотте Элен фон Барановой (1855–1931)
- Фёдор (1831—1913) — генерал-лейтенант.
- Вильгельмина Александрина Шарлотта фон Веймарн (1838–1839) умерла во младенчестве
- Мария Ева Элизабет фон Веймарн (1842–1919), замужем за Фридрихом Александром Эмилем бароном фон Гойнинген-Гюне (1841–1917), сенатором и членом рейхсрата
- Ольга Александрина Вильгельмина Кристина Мазинг (1843–1871), замужем за Альбертом Мазингом (1839–1914), пастором в Санкт-Петербурге, умерла при родах, единственный сын Иван Альбертович Мазинг (1871—1921) - директор русско-немецкой школы в Берлине.

## Награды
Российские:
- Золотая шпага с надписью «За храбрость» (1812)
- Орден Святой Анны 4-й степени (1813)
- Орден Святого Владимира 4-й степени (1814)
- Орден Святой Анны 1-й степени (1831)
- Орден Святого Георгия 4-й степени (1832)
- Знак отличия XX лет беспорочной службы (1833)
- Орден Святого Владимира 2-й степени (1839)
- Знак отличия беспорочной службы за XXV лет (1840)
- Орден Белого Орла (1842)

Иностранные:
- Прусский орден Красного Орла 2-й степени с алмазами и со звездой (1834)